# Reseda ellenbeckii
Reseda ellenbeckii är en resedaväxtart som beskrevs av Janet Russell Perkins. Reseda ellenbeckii ingår i släktet resedor, och familjen resedaväxter. Inga underarter finns listade i Catalogue of Life.